# Heihe
Heihe (Chinees: 黑河, Hanyu pinyin: Hēihé, zwarte rivier) is een stadsprefectuur in de noordelijke provincie Heilongjiang, Volksrepubliek China. Het ligt op 1 kilometer ten zuiden van de Russische grens met oblast Amoer en de Russische stad Blagovesjtsjensk aan de zuidkant van de rivier de Amoer. De stad heeft 113.000 inwoners (2006).
Deze stadsprefectuur wordt al sinds de steentijd bewoond.
De oude plaats Aigun, waar op 28 mei 1858 het Verdrag van Aigun werd getekend met Rusland, maakt deel uit van de stad en ligt op 31 kilometer afstand van het centrum.
Heihe markeert het noordoostelijke beginpunt van de Heihe-Tengchonglijn, een denkbeeldige lijn die het gebied van China in bijna twee gelijke delen verdeelt.

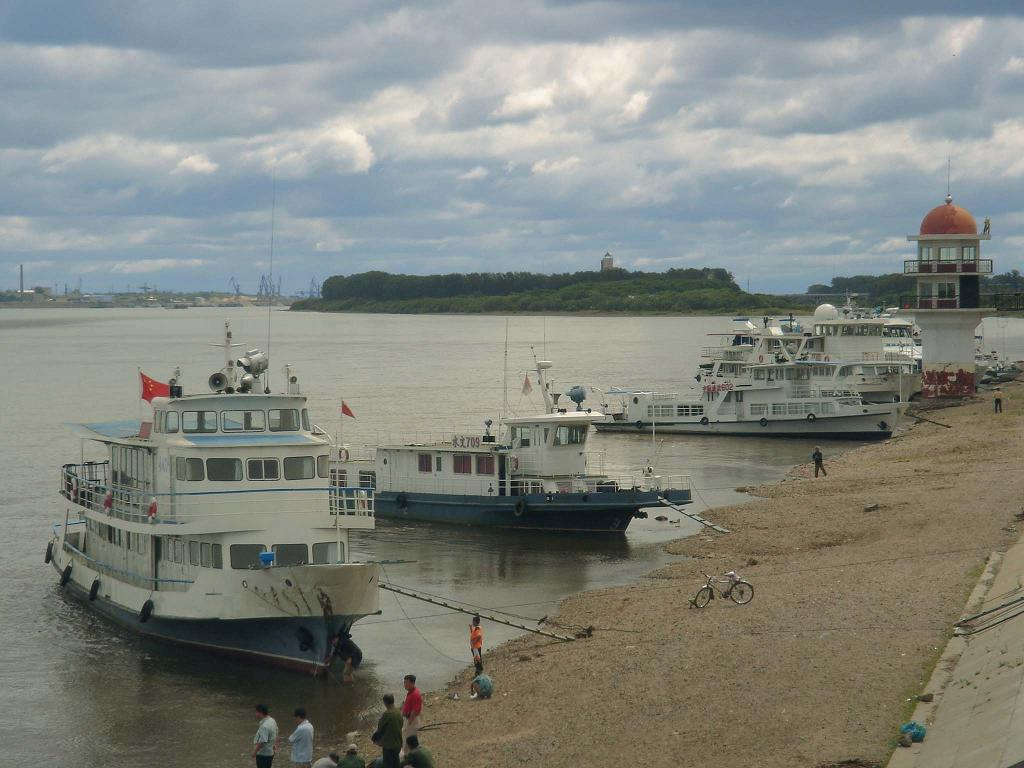
De rivier de Amoer in Heihe